# دیوید لیری
دیوید لیری (انگلیسی: David Leray؛ زادهٔ ۲ مارس ۱۹۸۴) بازیکن فوتبال اهل فرانسه است.
از باشگاه‌هایی که در آن بازی کرده‌است می‌توان به باشگاه فوتبال نانت و باشگاه فوتبال آنژه اشاره کرد.